# Brevicellicium vulcanense
Brevicellicium vulcanense är en svampart som beskrevs av Gilb. & Hemmes 2001. Brevicellicium vulcanense ingår i släktet Brevicellicium och familjen Hydnodontaceae.   Inga underarter finns listade i Catalogue of Life.